# Messitert
Messitert (ook: Messiter) is een gehucht in de Belgische gemeente Aubel. De plaats is gelegen op de rechteroever van de Berwijn, ten zuidwesten van de dorpskern van Aubel.

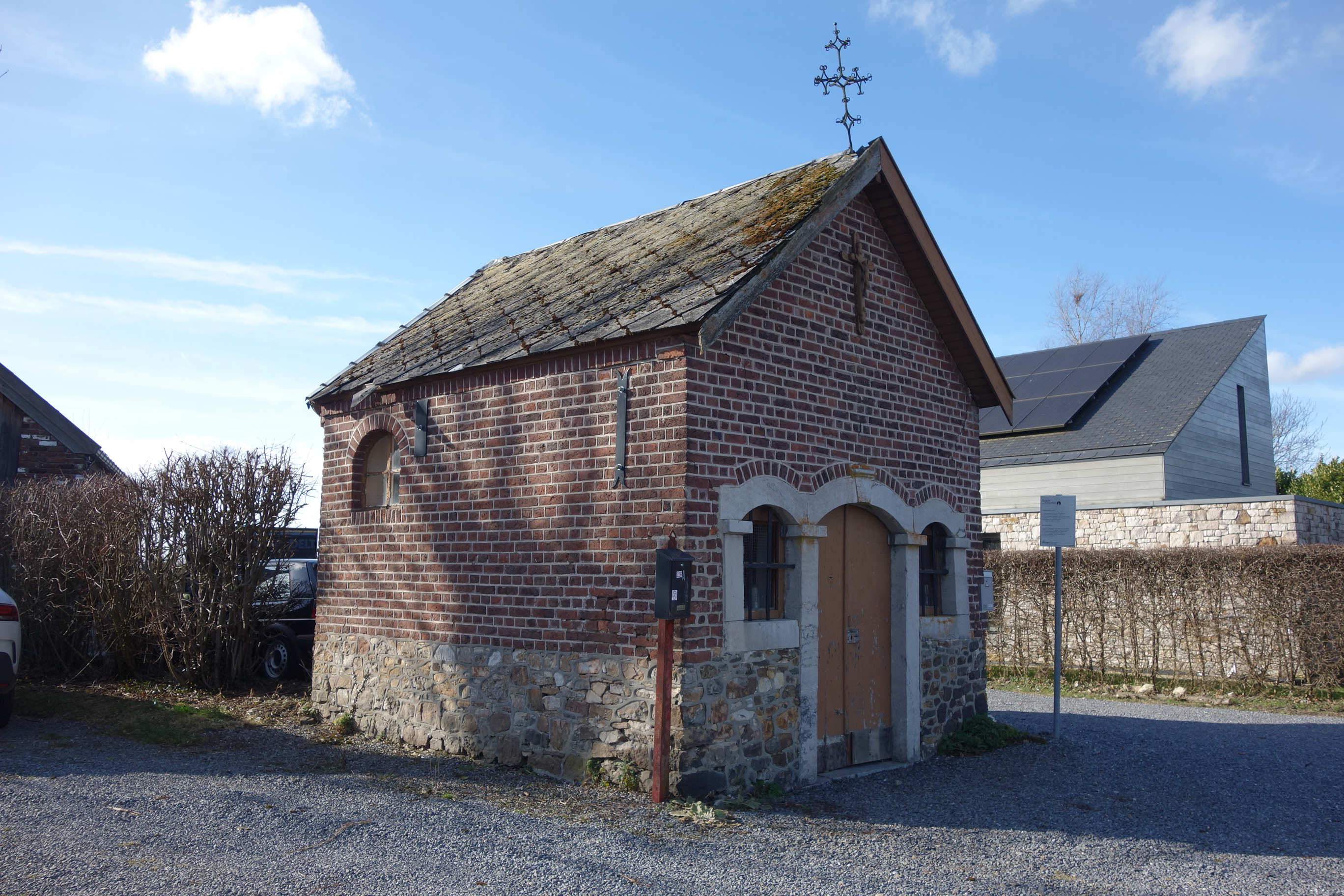
Sint-Annakapel in Messitert

Tot einde 18e eeuw stonden er slechts enkele boerderijen in dit gehucht. In 1822 vestigde zich in de nabije omgeving te Charneux de textielfabriek Snoeck. Hier werkten 600 mensen. Het water van de nabijgelegen beekjes bewerkstelligde dat de lakense stoffen van de fabriek een kleur blauw verkregen die wereldberoemd werd. Een aantal fabrieksarbeiders vestigde zich toen in Messitert, wat toen een van de meest volkrijke delen van Aubel werd. In 1888 brandde de fabriek echter af.
De Sint-Annakapel in Maaslandse renaissancestijl, op de plaats genaamd aen den bickelboom, werd in 1892 flink verbouwd, waarbij enkel de natuurstenen voorgevel behouden bleef.